# قطع الرأس
القطع الكامل للرأس أو الفصل الكامل للرأس (بالإنجليزية: Decapitation)، هي عملية فصل الرأس تمامًا عن الجسد، وهي إصابة قاتلة بشكل حتمي لدى البشر وجميع الفقاريات. يؤدي هذا الفصل إلى انقطاع تدفق الدم إلى الدماغ عبر قطع الوريد الوداجي والشريان السُّباتي العام، كما تُحرَم باقي الأعضاء من الوظائف اللاإرادية الضرورية لاستمرار عمل الجسم.
أما مصطلح قطع الرأس (Beheading) فيُشير إلى الفعل المتعمد لفصل رأس شخص عن جسده، سواء كان ذلك بقصد القتل أو كوسيلة لتنفيذ حكم الإعدام. ويمكن تنفيذ هذه العملية باستخدام أدوات حادة مثل الفأس أو السيف أو السكين، أو بوسائل ميكانيكية مثل المقصلة. ويُطلَق أحيانًا على منفذ هذه الإعدامات لقب "قاطع الرؤوس" أو "الجلاّد".
قد يحدث قطع الرأس العرضي نتيجة لحوادث عنيفة مثل الانفجارات، أو حوادث السير، أو الحوادث الصناعية، أو بسبب تنفيذ خاطئ لحكم الشنق، أو بسبب إصابات مروّعة أخرى. كما سُجلت حالات انتحار عن طريق قطع الرأس باستخدام الشنق أو القطارات أو حتى المقصلة.
تُجيز القوانين الوطنية في بعض الدول، مثل السعودية واليمن، استخدام قطع الرأس كعقوبة قانونية. كما تسمح ولاية زامفارا في نيجيريا بذلك بموجب الشريعة الإسلامية، التي تُطبّق على المسلمين فقط. ومع ذلك، فإن السعودية هي الدولة الوحيدة التي لا تزال تنفذ عقوبة قطع الرأس بانتظام في حالات الجرائم التي تستوجب الإعدام.
ورغم أن مصطلح "قطع الرأس" غالبًا ما يُرتبط بالقتل أو الإعدام، إلا أنه يُستخدم أحيانًا للإشارة إلى فصل الرأس عن جسد ميت بالفعل. وتُنفَّذ هذه العملية لأسباب متعددة، مثل أخذ الرأس كتذكار أو غنيمة، أو للعرض العلني، أو لتعقيد عملية تحديد الهوية، أو لأغراض التجميد (الكرونيك)، أو لأسباب طقوسية أو غامضة أخرى.

## التاريخ

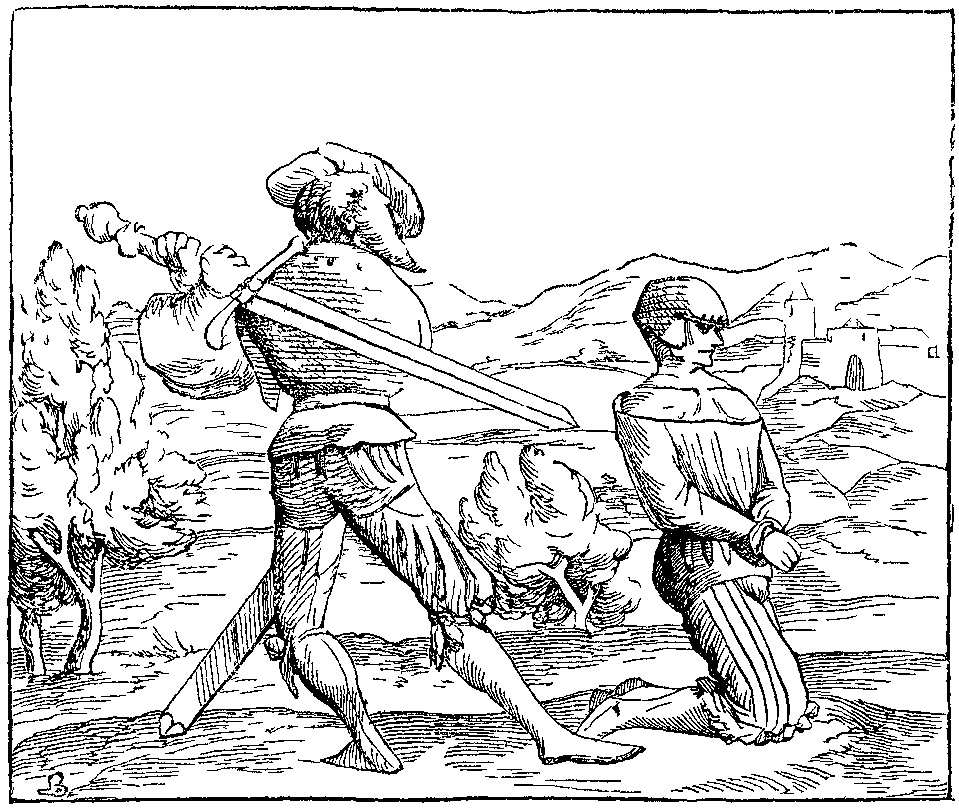
منمنمة على الخشب (نسخة طبق الأصل) تُظهر عملية قطع رأس.

### الهند

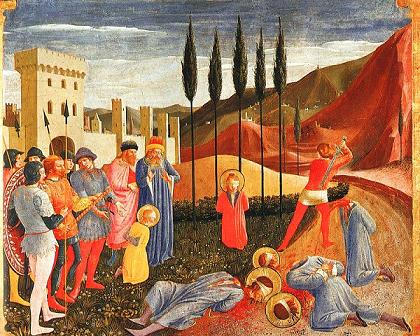
قطع رأس كوسماس ودميانة، بريشة فرا أنجليكو

وصف ضابط في جيش الهند البريطاني يدعى جون ماسترز في سيرته الذاتية عمليات قطع الرؤوس التي ارتكبها البشتون ضد أعدائهم من جنود بريطانيين وسيخ ممن ألقي القبض عليه في الهند خلال الحروب الإنجليزية الأفغانية.

### الصين
اعتبر قطع الرأس عقاباً أكثر شدة من الخنق في الصين التقليدية، رغم أن الخنق سبب معاناة أكبر استمرت لمدة أطول من الزمن. ويرجع ذلك بالدرجة الأولى إلى التقاليد الكونفشيوسية التي رأت في الجسد هبة من الأهل فكان إرجاع الجثة إلى القبر وهو مبتور علامة على عدم احترام الأجداد. وقد لجأ الصينيون إلى صور أخرى من العقاب مثل تقطيع الجثة إلى عدة أجزاء منفصلة وشاعت ممارسة قطع الجسم عند الخصر قبل إلغائها في عهد سلالة تشينغ بسبب الموت البطيء الذي سببه هذا الشكل من الإعدام، وتناقلت بعض القصص الشعبية عدم موت الشخص مباشرةً بعد قطع رأسه.

### اليابان

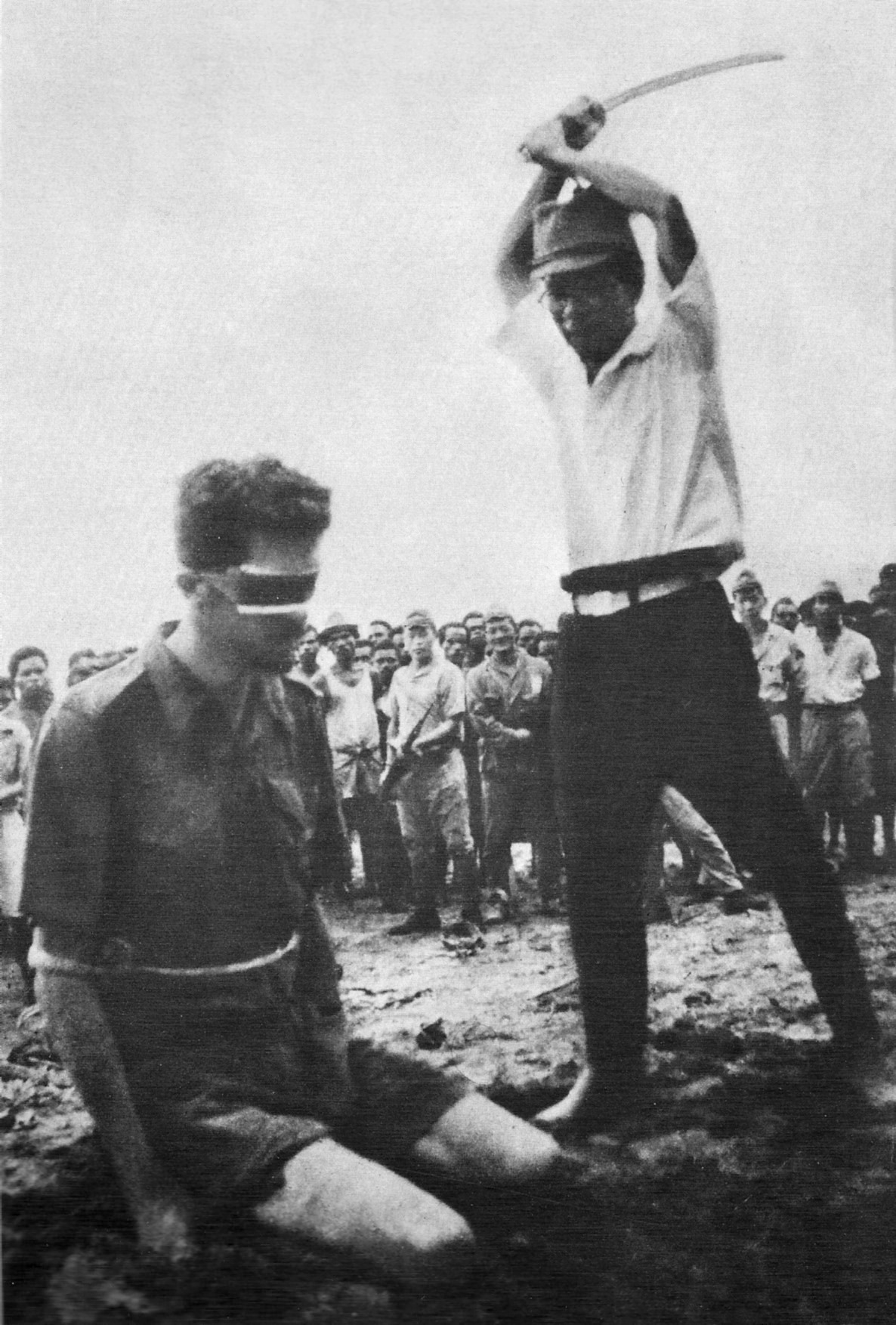
أسير حرب أسترالي قبيل أن يقطع اليابانيون رأسه في غينيا الجديدة عام 1943.

كانت عقوبة قطع الرأس شائعة في اليابان وطبقت على المخالفات الطفيفة في بعض الأحيان. سُمح للساموراي تنفيذ عقوبة قطع الرأس على الجنود الهاربين من ساحة المعركة فقد اعتبر الفرار علامة على الجبن.

## الجوانب الفسيولوجية

### الشعور بالألم
لم تستغرق عملية قطع الرأس كثيراً من الوقت إذا كان سيف أو فأس الشانق حاداً وكانت ذراعهُ دقيقةً، فافتُرِضَ أن الموت كان خالياً من الألم نسبياً. وتحتاج العملية لضربات عدة حتى يتم بتر الرأس وفصله عن الجسم في حال كانت الأداة غير حادة أو كان المنفذ أخرقاً، وهو ما يؤدي إلى موت طويل يتصف بالألم الشديد. ولذلك كان يُنصح لأجل ذلك في الأزمان القديمة إلى أن يتم منح عملة ذهبية للشانق المنفذ للإعدام ليضمنوا قيامه بالعملية باهتمام. فطالبت ماري ملكة الاسكتلنديين بقطع رأسها بثلاث ضربات عندما حان موعد إعدامها، وانطبق الأمر ذاته في إعدام يوهان فريدريش ستروينسي الذي كان على علاقة مع الملكة الدنماركية كارولين ماتيلدا. ويقال أن مارغريت بولي احتاجت ما وصل إلى عشر ضربات حتى استطاع الشانق قطع رأسها.

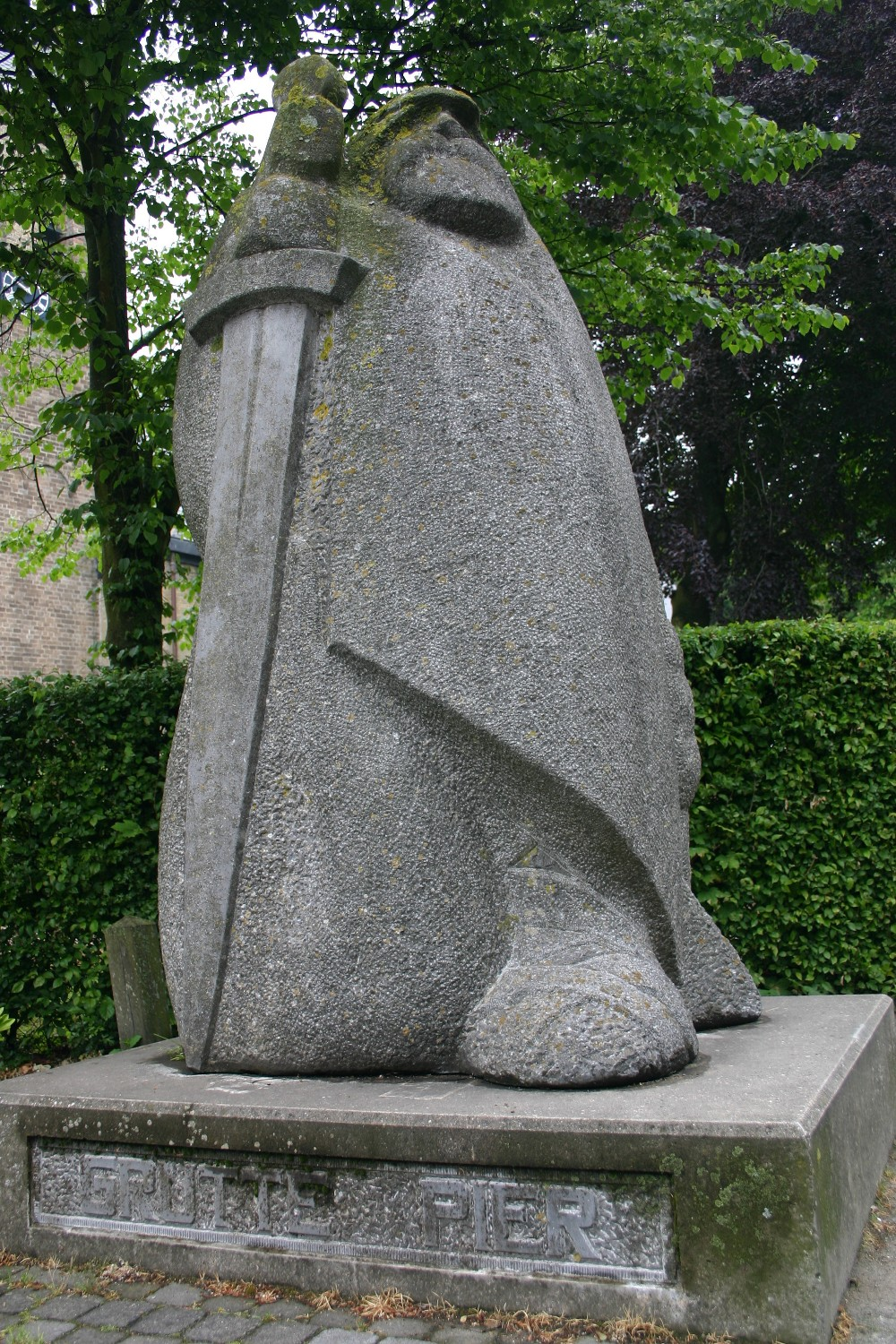
صورة لبير جيرلوفز المعروف بقدرته على قطع أكثر من رأس بضربة واحدة من سيفه

## أناس مشهورون قـُطِعت رؤوسهم

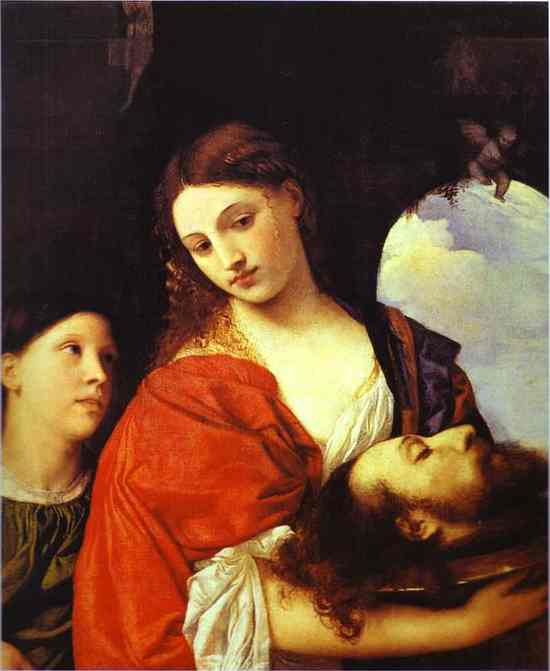
سالومة وقطع رأس القديس يوحنا المعمدان، بريشة تيتيان

### القديسون المسيحيون
- Saint Acisclus
- أغنيس الرومانية
- القديس ألبان (حوالي عام 304)
- Saint Ansanus
- Saint Anthimus of Rome
- القديس كريستوفر
- القديس كولومبا من إسبانيا.
- القديس كولومبا من فرنسا.
- القديس كولومبا (العذراء) من كورنوال، إنجلترا.
- القديسان كوسماس ودميانة
- متياس دينيس  [لغات أخرى]‏، الذي يُعرف أنه حمل رأسه بين يديه إلى مكان رقوده الأخير وهي من القصص المألوفة في سير القديسين مجاز.
- Saint Diomedes
- Saint Eurosia
- Saint Felicitas of Rome
- Saints Felix and Nabor
- Saint Firmus and Saint Rusticus
- Saint Gereon
- Saint Gordianus
- Saint John de Brito
- Saint Marcellus
- القديس ماكسيميليان
- Saint Nicasius of Rheims في رانس
- أوليفر بلانكيت في أيرلندا
- Saint Pancras
- Saint Polyeuctus
- Saint Quiteria
- Saints Rufina and Secunda
- Saints Simplicius and Faustinus
- تيبازيوس
- Saint Urith من Chittlehampton، ديفون، إنجلترا.
- Saint Venantius، في كاميرينو
- Saint Winefride من Flintshire في ويلز.
- Saint Andrew Kim Taegon من كوريا
- توماس مور

### الإسلام
- الإمام الحسين بن علي وأصحابه 72 في معركة كربلاء عام 680
- الأمير فيصل بن مساعد بن عبد العزيز آل سعود
- بول مارشال جونسون الابن

## وصلات خارجية
- Crime Library
- Beheaded Art
- The East London Decapitator